# Долгое (Ивано-Франковская область)
Долгое (укр. Довге) — село в Езупольской поселковой общине Ивано-Франковского района Ивано-Франковской области Украины.
Население по переписи 2001 года составляло 779 человек. Занимает площадь 10,86 км². Почтовый индекс — 77433. Телефонный код — 3436.